# Achim von Arnim
Carl Joachim Friedrich Ludwig Achim von Arnim (Berlim, 26 de janeiro de 1781 – 21 de janeiro de 1831) foi um romancista e poeta alemão. Publicou várias tragédias, narrativas, romances, poemas e artigos de jornais, é considerados um dos mais importantes do Romantismo alemão. Era casado com Bettina von Arnim.

## Trabalhos
Arnim é considerado um dos representantes mais importantes do romantismo alemão. Suas obras foram reunidas, com introdução de Wilhelm Grimm, em vinte volumes (1839-1848). Heinrich Heine escreveu um elogio de Arnim em seu Deutschland. Suas obras incluem:
- Hollin's Liebeleben (1802)
- Ariel's Offenbarungen (1804)
- Des Knaben Wunderhorn (Coleção de contos folclóricos, 3 vol., com Clemens Brentano, 1806 e 1808)
- Tröst Einsamkeit (Coleção de livros do Zeitung für Einsiedler publicado por Arnim, 1808)
- Der Wintergarten (1809)
- Mistris Lee (1809)
- Armut, Reichthum, Schuld und Buße der Gräfin Dolores (1810)
- Halle und Jerusalem (peça, 1811)
- Isabella von Ägypten. Kaiser Karl des Fünften erste Jugendliebe (romance, 1812)
- Schaubühne (peça, 1813)
- "Frau von Saverne" (1817)
- Die Kronenwächter. Bd. 1: Bertholds erstes und zweites Leben (romance inacabado, 1817)
- Der tolle Invalide auf dem Fort Ratonneau (romance, 1818)
- "Fürst Ganzgott und Sänger Halbgott" (1818)
- Die Gleichen (peça, 1819)
- "Die Majoratsherren" (1820)
- "Owen Tudor" (1820)
- "Landhausleben" (1826)
- Die Päpstin Johanna publicado postumamente por Bettina von Arnim, 1846)